# Nahalin
 (avril 2015).
Si vous disposez d'ouvrages ou d'articles de référence ou si vous connaissez des sites web de qualité traitant du thème abordé ici, merci de compléter l'article en donnant les références utiles à sa vérifiabilité et en les liant à la section « Notes et références ».
Nahalin est un village palestinien de Cisjordanie. Il a été placé sous l'occupation israélienne en 1967, puis sous l'Autorité nationale palestinienne en 1996.

## Étymologie
En langue arabe (نحالين), le mot Nahalin signifie ceux qui recueillent le miel des abeilles. Le village est connu pour ses élevages d'abeilles qui existent par dizaines dans le village. Le village est également connu pour les amandes, les olives, les raisins, les légumes, en particulier les oignons et les haricots.

## Géographie
Nahalin est situé à 13 km au sud-ouest de la ville de Bethléem. Il se trouve entre les villages ruraux occidentaux : Husan et Battir au nord, Al-khader et Artas à l'est, Beit Sakarya, Beit Ummar, Surif et Jab'a, khellat alblott au sud, Wadi Fukin à l'ouest, Wade Rahal, kherbat Alnhala au sud-est.
En termes de reliefs, Nahalin est situé sur trois collines à 450-650 mètres d'altitude. Il se trouve entre des vallées profondes : Jasmin et Wadi al-Nu'man.
La superficie de Nahalin est de 27,109 hectares, selon les cartes et les registres de l'Empire ottoman, elle a été diminuée après 1984 lorsque les forces israéliennes ont occupé une partie de son territoire. Le village comprend 4 000 hectares en 2014.
Le village est situé dans la région méditerranéenne où la quantité de précipitations est d'environ 500 mm par an.
Les troupes israéliennes ont bouclé l'entrée historique de Nahalin (route de 17 km), le village a deux entrées (par Jab'a), qui est fermée la plupart du temps, la route Husan aussi, les habitants du village souffrent des attaques coloniales par la colonie de Betar "Illit" sur la route que les villageois empruntent.
Nahalin a plusieurs sources d'eau, certaines sont confisquées par le gouvernement israélien lors de campagnes de confiscation des terres :
- Ain - Albalad
- Ain - fares
- Ain - Abu Claibh
- Ain - Abu Zaid
- Ain - Faqih
- Ain - Arayes
- Ain - Mohammed Abdullah

## Histoire
Époque ottomane : on trouve des restes byzantins, comme des armes anciennes, des épées et des boucliers sur les sommets des montagnes, dans le village ou sur la montagne Abu Crohn. Le nouveau quartier de Nahalin a été construit sur les vestiges d'un village médiéval.

### Époque ottomane
Nahalin a rejoint l'empire ottoman en 1517 avec le territoire entier de la Palestine. En 1596, Nahalin est apparu dans les dossiers d'impôts sous la bannière de Jérusalem. Le village était composé de 40 familles musulmanes et 16 familles chrétiennes. Ensuite, le village a payé des impôts sur le blé, l'orge, le raisin, le miel, les moutons et les ruches. L'explorateur français  Victor Guérin, en 1836, a décrit le village, comme un mélange de petites maisons. Il a décrit pour un organisme d'enquête et d'exploration de la Palestine occidentale que c'était un village de taille moyenne.

### Le mandat britannique
Selon le recensement effectué en 1922 par les autorités du mandat britannique, Nahalin avait une population de 316 habitants (312 musulmans et 4 chrétiens). En 1931, ce village contenait 440 habitants, trois maisons sur 98 étaient des maisons habitées par des chrétiens. En 1945, la population du village était de 620 habitants, tous les habitants étaient des arabes, ils possédaient 16,144 hectares selon un recensement officiel, 1068 hectares des terres étaient consacrés à l'agriculture et 63 hectares étaient consacrés à la construction des maisons.

### 1948-1967
À la fin de la guerre israélo-arabe de 1948 et après les accords d'armistice de 1949, le village était sous la domination jordanienne. Le 28 mars 1954 une attaque israélienne de l'unité 101 eut lieu sur une base de l'armée arabe à 4 km du village. Le placement d'engins explosifs a causé la destruction de sept maisons, y compris la mosquée du village, la mort de cinq gardes nationaux, trois patrouilles qui sortaient du village vers la base, une femme et 80 blessés civils, dont des femmes et des enfants. Selon David Tal, ceci représente les premières attaques de représailles israéliennes sur des cibles attaquées.

### Post-1967
Après la guerre des Six-Jours en 1967, Nahalin a été occupée par l’armée israélienne.

### Combats israélo-palestiniens
Nahalin a été exposé à un certain nombre de conflits avec les troupes israéliennes. Les villageois ont combattu pour défendre leur ville, et furent nombreux à tomber, notamment en 1947، 1948, 1952, 1954, 1956, 1970 et 1987.

## Monuments
Il y a dans le village des sites archéologiques, romains, grecs et cananéens comme :
- Albd
- Khirbet- monastère
- Khirbet- Ein 100
- Khirbet -Wade Salem
- Maqam Abu - cheveux
- Maqam - Haj Alian
- Maqam - 40 martyrs
- Maqam Haj -  Taha
- Maqam Sheikh - Hassan

Il y a six mosquées dans le village:
- Mosquée Abdullah Abu - Cheveux (Grande Mosquée)
- Muaz bin Jabal
- Omar bin Al-Khattab
- Anas bin Malik
- Hamza bin Abdul Muttalib
- Mosquée Centre- Village

## Administration
Ce village possède actuellement un conseil de village. Ce dernier a pour mission non seulement d'aménager, d'entretenir et de rénover les rues mais aussi de fournir des services, comme la protection des maisons menacées de démolition, le traitement des eaux usées qui ont des impacts sur les terres agricoles, l'apport des projets de reconstruction du village et la restauration des sites archéologiques.

## Santé  et éducation
On trouve plusieurs écoles dans le village :
- École secondaire (Nahalin) pour les fils[Lesquels ?]
- Abu Ammar Elementary - École
- École pour les petites filles - Carmel de base
- maternelle - Nahalin centre d'éducation spéciale
- École secondaire pour les filles
- École première - Qibla
- génération de demain scolaire

Plusieurs praticiens exercent leur art dans le village :
- Médecine générale
- Gynécologie-obstétrique, les femmes et la naissance
- Pédiatrie
- Chirurgie dentaire, traitement et orthodontie
- Oto-rhino-laryngologie, oreilles, nez et gorge

## Population
Le village a un taux de natalité de 35 enfants par mois soit 420 par an.
Ce tableau présente l'évolution de la population de 2007 à 2016.
| Année      | 2007  | 2008  | 2009  | 2010  | 2011  | 2012  | 2013  | 2014  | 2015  | 2016  |
| Population | 6 741 | 6 928 | 7 120 | 7 317 | 7 519 | 7 727 | 7 939 | 8 154 | 8 372 | 8 592 |